# 우주의 용사 반달가면
《우주의 용사 반달가면》은 제3탄으로 비유엠 영화 제작소에서 1991년 8월에 개봉된 SF 코미디 영화이다.

## 줄거리
우주의 한 혜성인 헤라클 혜성의 공주가 지구에 나타나고 마왕인 아바돈이 공주를 납치하기 위해 부하인 베트라맨을 지구에 보낸다. 한편 나반장은 동료들과 낚시터에서 우연히 금괴를 발견하지만 정체불명의 악당에게 습격을 받아 빼앗기고, 그 와중에 딸인 나희가 없어진다. 그때 아세라공주는 베트라맨에게 쫓기다가 나희를 발견한다. 공주와 나희는 흡사하게 닮아있었고 공주와 베트라맨의 싸움에서 나희는 목숨을 잃는다. 나희를 찾아 헤매던 강혁은 위기의 순간에 나타나 반달가면으로 변신하여 싸운다. 나반장은 공주를 자신의 딸로 오인하고, 강혁과 아세라공주는 베트라맨들의 끊임없는 공격을 받는다. 사람들에게 숨긴채로 반달가면을 쓰고 용감히 맞서던 강혁은 베트라맨들을 무찌르고 우주의 평화를 지킨다.

## 등장 인물
- 김흥국 - 강혁(반달가면)
- 최영준 - 나 반장
- 정명재 - 한 박사
- 박지수 - 나희(아세라)
- 이정희 - 지나
- 최순석 - 소림사
- 서인석 - 솥뚜껑
- 장동일 - 아바돈
- 원종철 - 현
- 박세범
- 임채윤
- 전문식
- 허택진
- 윤남모
- 박경호
- 정수일
- 남진모
- 서명석
- 정수정
- 이상윤
- 박혜선

## 제작진
- 각본 : 김춘범
- 감독/각색/특수촬영 : 임종호
- 제작총지휘 : 김춘범
- 촬영 : 허규범
- 조명 : 장기종
- 편집 : 강명완
- 음악 : 남우영
- 특수소품 : 코리아 SFX
- 분장 : 이윤희
- 녹음 : 김경일
- 효과 : 양대호
- 특수효과 : 정도안
- 무술감독 : 장동일
- 조감독 : 김양래, 강영훈
- 현상 : 영화진흥공사
- 스크립터 : 윤미희
- 제작진행 : 이상범
- 제작부장 : 방성철
- 촬영팀 : 최봉남, 안형준, 하태원, 최경원
- 조명팀 : 신준하, 정성철, 한상욱, 강영찬
- 특수애니메이션 : 민경조

## 상영 정보
- 극장개봉 : 1991년 8월 9일
- 비디오출시 : 1991년 8월 23일 (VHS, 비유엠 영화 제작소)